# Dubové (Turčianske Teplice)
Dubové (bis 1927 slowakisch „Dubovo“; deutsch Daun, ungarisch Turóctölgyes – bis 1907 Dubovó) ist eine Gemeinde in der Nord-Mitte der Slowakei mit 688 Einwohnern (Stand 31. Dezember 2024). Sie liegt im Okres Turčianske Teplice, einem Teil des Žilinský kraj.

## Geographie

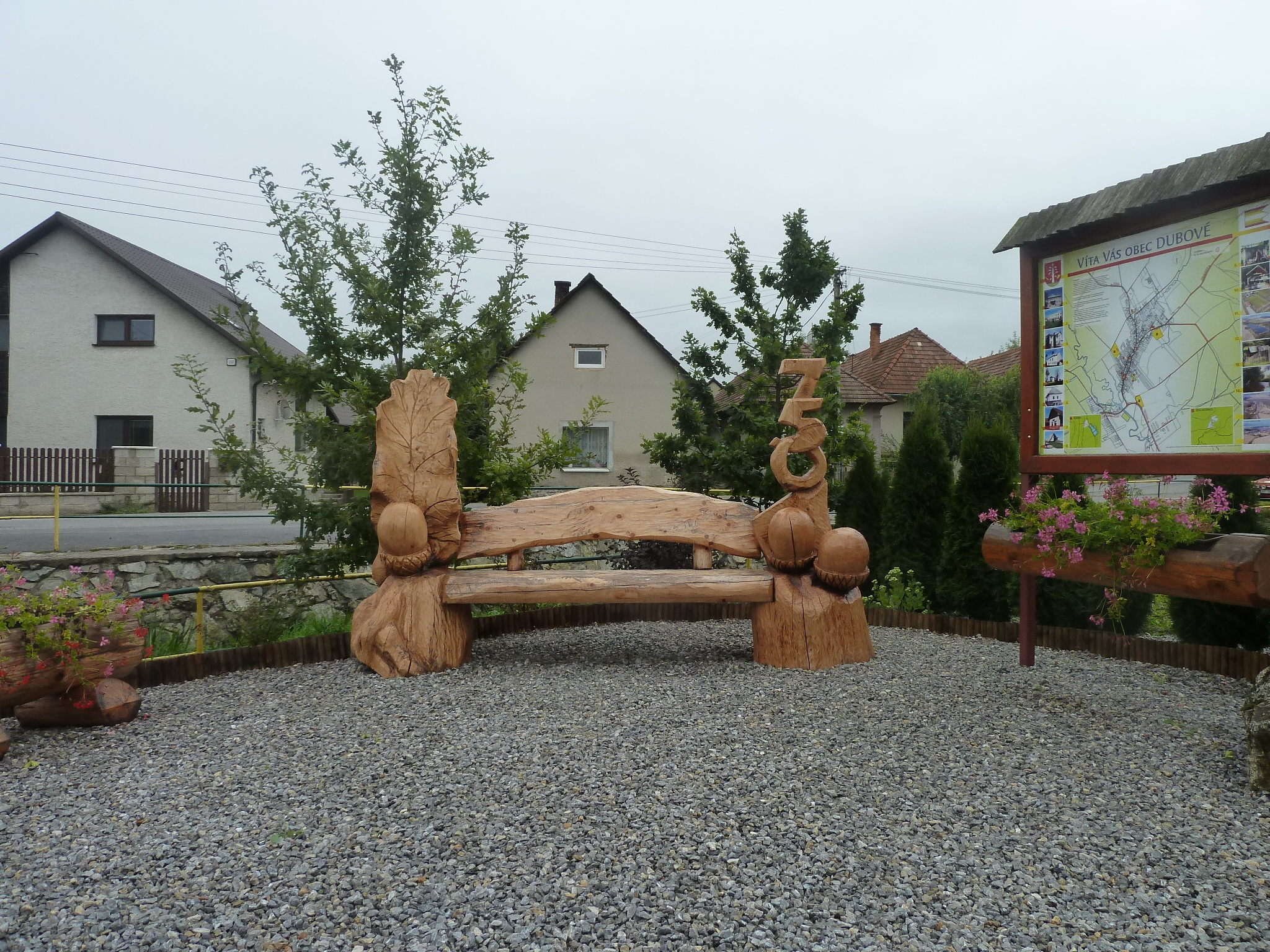
Zentrum von Dubové

Die Gemeinde befindet sich im Südteil des Turzbeckens auf einer Flurterrasse des Turiec, unweit des Nordosthangs des Gebirges Žiar. Das fast 28,3 km² große Gemeindegebiet ist überwiegend hügelig, etwa zur Hälfte entwaldet und von braunen Waldböden bedeckt. Das Ortszentrum liegt auf einer Höhe von 478 m n.m. und ist acht Kilometer von Turčianske Teplice entfernt.
Das Gemeindegebiet grenzt an folgende Gemeinden: Veľký Čepčín im Norden, Turčianske Teplice (zuzüglich des Stadtteils Dolná Štubňa) im Osten, Sklené im Süden, Chrenovec-Brusno, Lipník und Malá Čausa im Südwesten, Budiš im Westen und Kaľamenová im Nordwesten.

## Geschichte

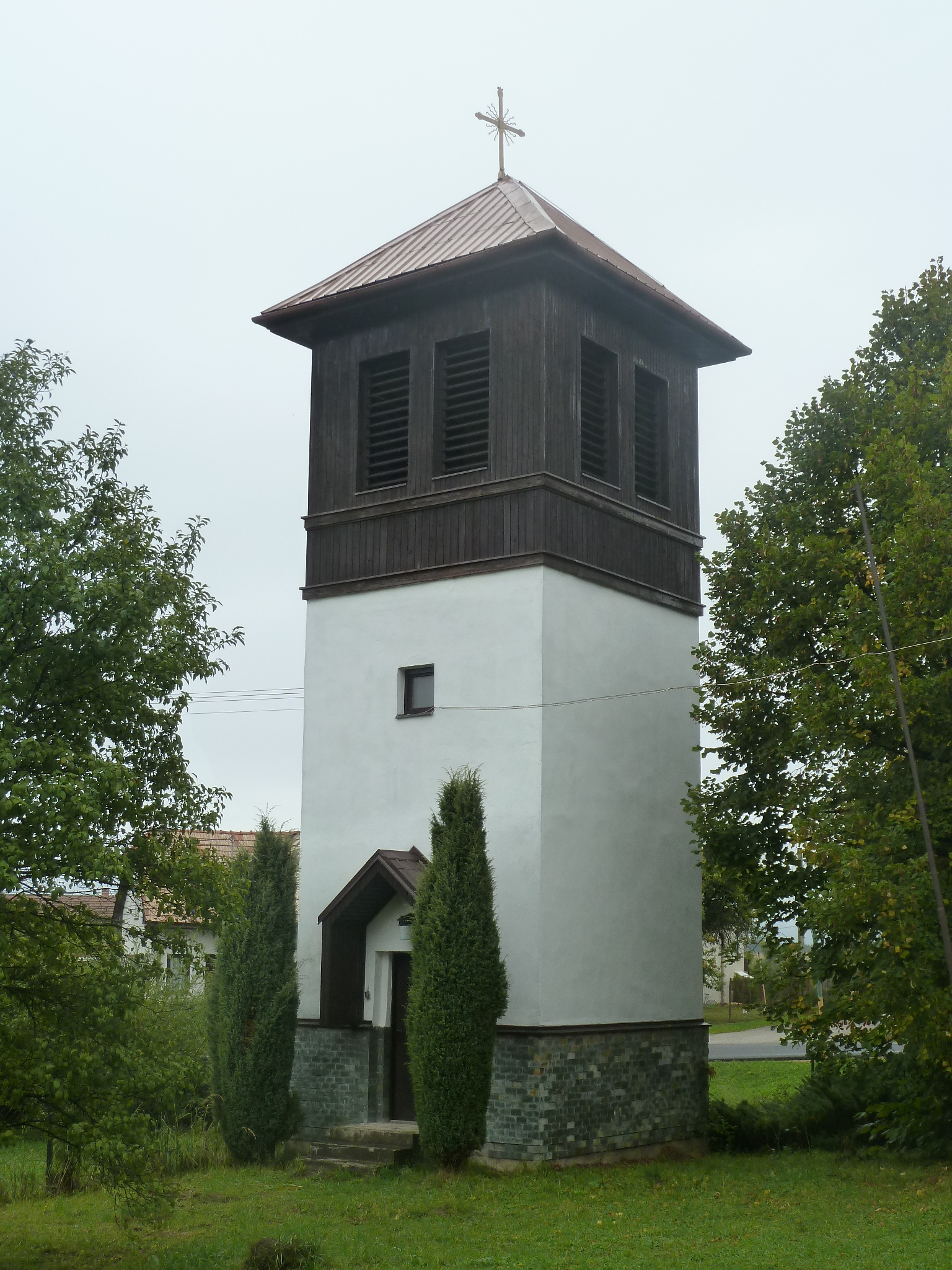
Glockenturm

Der Ort wurde zum ersten Mal 1262 als Doboa schriftlich erwähnt und ist nach umliegenden Eichenwäldern benannt. Dubové lag auf einem Handelsweg von der Oberneutra her, daher war es wohl Standort einer Mautstelle. Das Dorf gehörte zum niederen Adel, bis zum 15. Jahrhundert den Herren von Pravno, nach dem 16. Jahrhundert zu den Geschlechtern wie Nyáry, Révay und anderen, dennoch war Dubové immer ein ausschließlich von Bauern bewohntes Dorf. 1715 zählte man 33 Haushalte und 1828 79 Häuser und 547 Einwohner, die in Forstwirtschaft, Töpferei, Viehzucht und als Ölpresser beschäftigt waren.
Bis 1918 gehörte der im Komitat Turz liegende Ort zum Königreich Ungarn und kam danach zur Tschechoslowakei beziehungsweise heute Slowakei. 1923 fielen einem Brand 86 Häuser zum Opfer.

## Bevölkerung
| Jahr                | 1994 | 2004    | 2014    | 2024    |
| ------------------- | ---- | ------- | ------- | ------- |
| Anzahl der Personen | 737  | 758     | 718     | 688     |
| Unterschied         |      | +2,84 % | −5,27 % | −4,17 % |

| Jahr                | 2023 | 2024    |
| ------------------- | ---- | ------- |
| Anzahl der Personen | 675  | 688     |
| Unterschied         |      | +1,92 % |

Nach der Volkszählung 2011 wohnten in Dubové 707 Einwohner, davon 674 Slowaken und ein Tscheche. 32 Einwohner machten keine Angaben. 412 Einwohner bekannten sich zur evangelischen Kirche A. B., 156 Einwohner zur römisch-katholischen Kirche, neun Einwohner zur evangelisch-methodistischen Kirche, fünf Einwohner zur griechisch-katholischen Kirche und je ein Einwohner zur orthodoxen Kirche und reformierten Kirche. 67 Einwohner waren konfessionslos und bei 56 Einwohnern wurde die Konfession nicht ermittelt.
Ergebnisse nach der Volkszählung 2001 (762 Einwohner):
| Nach Ethnie: - 98,95 % Slowaken - 0,52 % Tschechen | Nach Konfession: - 65,88 % evangelisch - 23,88 % römisch-katholisch - 6,82 % konfessionslos - 2,76 % keine Angabe |

## Bauwerke
- Glockenturm aus der zweiten Hälfte des 19. Jahrhunderts

## Söhne und Töchter der Stadt
- Andrej Lettrich (1922–1993), Regisseur und Drehbuchautor